# Tinchebray-Bocage
Tinchebray-Bocage – gmina we Francji, w regionie Normandia, w departamencie Orne. W 2013 roku liczba ludności wynosiła 5013 mieszkańców. 
Gmina została utworzona 1 stycznia 2015 roku z połączenia siedmiu ówczesnych gmin: Beauchêne, Frênes, Larchamp, Saint-Cornier-des-Landes, Saint-Jean-des-Bois, Tinchebray oraz Yvrandes. Siedzibą gminy została miejscowość Tinchebray.